# Лекуэнт, Поль
Поль Лекуэнт (фр. Paul Le Cointe) (1870 — ?) — французский натуралист, долгое время живший в Бразилии.
Был профессором университета в Нанси во Франции. После переезда в Бразилию стал первым директором училища «Escola de Chimica Industrial», основанного в 1920 году и расположенного в штате Пара.
Основатель и директор Коммерческого музея штата Пара (порт. Museu Comercial do Pará) в Белене. 
Один из лучших знатоков Амазонки:154, автор двухтомного труда по бразильской части бассейна этой реки, опубликованного в 1922 году.

## Сочинения
- «L'Amazonie brésilienne: Le pays — ses habitants, ses ressources, notes et statistiques jusqu'en 1920» Vol. I, 528 pp., Vol. II, 495 pp., Augustin Challamel, Paris, 1922
- «Notes sur les graines oleagineuses, les baumes et le resine de la forêt amazonienne» (Paris, 1927)
- «Principais madeiras paraenses» (1929)
- «A cultura de Cacau na Amazônia». (1ª ed 1919; 2ª ed 1939)